# 塞爾日·特勒
塞爾日·特勒（法語：Serge Telle；1955年5月5日—），是法國政治人物，曾任摩纳哥国务大臣。

## 生平
特勒於法國曾擔任官員和外交官，2006年起出任法國駐摩納哥領事和大使，到2016年2月1日被委任為摩纳哥国务大臣，取代米歇爾·羅傑。